# Dyspessa syrtica
Dyspessa syrtica is een vlinder uit de familie van de Houtboorders (Cossidae). De soort is voor het eerst wetenschappelijk beschreven als Dyspessa turbinans syrtica door Giorgio Krüger in een publicatie uit 1932.
De soort komt voor in Libië.